# Международна агенция по енергетика
Международната агенция по енергетика (МАЕ) (фр. Agence internationale de l'énergie, AIE; англ. International Energy Agency, IEA) е автономен международен орган в рамките на Организацията за икономическо сътрудничества и развитие (ОИСР), създаден през 1974 г. след глобалната енергийна криза. По време на нейното основаване, организацията е била замислена да се справи с глобалния недостиг на петролни запаси и да служи като източник на информация за статистическите данни за световния петролен пазар и други енергийни сектори, включително глобалното енергоснабдяване.
Международната агенция по енергетика действа като консултативен орган по енергийната политика на страните-членки и дори си сътрудничи с държави, които не са членки, особено Китай, Индия и Русия. От самото начало целите на организацията бяха разширени, за да се съсредоточат върху трите принципа на правилната енергийна политика: енергийна безопасност, икономическо развитие и опазване на околната среда. В опазването на околната среда, организацията се фокусира върху климатичните ефекти от използването на различни енергийни източници. Организацията играе централна роля в насърчаването на използването на алтернативни енергийни източници (включително възобновяема енергия), рационалните енергийни политики и международното сътрудничество в технологичното развитие в областта на производството на енергия.
Държавите членки трябва да поддържат петролни запаси, равностойни на най-малко една четвърт от общия внос на петрол в страната през предходната година.
Широка популярност имат ежегодните общоенергетичен и отраслови отчети на МАЕ.

## Членство в организацията
Само държави, които са членове на Организацията за икономическо сътрудничество и развитие, могат да се присъединят към Международната агенция по енергетика. И всички държави членки на тази организация, с изключение на Чили, Естония, Израел, Словения, Исландия и Мексико, също са членове на тази организация. Организацията има 28 държави членки.
Списък на страните-членки::
- Австралия,
- Австрия,
- Белгия,
- Канада,
- Чехия,
- Дания,
- Финландия,
- Франция,
- Германия,
- Гърция,
- Унгария,
- Ирландия,
- Италия,
- Япония,
- Южна Корея,
- Люксембург,
- Нидерландия,
- Нова Зеландия,
- Норвегия,
- Португалия,
- Испания,
- Швеция,
- Швейцария,
- Турция,
- Великобритания
- САЩ.

Основен принцип е преразпределението между участничките в организацията на наличните запаси от нефт при възникване на критични прекъсвания на добива и доставките.
Основните цели и задачи на МАЕ са формулирани в Международната енергетическа програма, в Програмата за дългосрочно сътрудничество, а също и в документа „Общи цели“, одобрен на срещата на министрите на енергетиката на страните-членки на МАЕ през 1993 г. Към компетенциите на МАЕ се относятся:
- усъвършенстването на световната система за търсене и предлагане в областта на енергетиката по пътя на съдействието за разработка на алтернативни източници на енергия и повишена ефективност за нейното използоване;
- укрепване и усъвършенстване на системата за борба с прекъсванията при снабдяването с енергия;
- обработка на текущата информация, касаеща състоянието на международния нефтен пазар и източниците на енергия;
- съдействие за съчетаване на екологичната и енергийна политики;
- разрешаване на енергийните проблеми в глобален контекст чрез сътрудничество със страните извън организацията и с международните организации.

В МАЕ действа система на „претеглените“ гласове при приемане на решенията. Решения, изискващи от членовете на организацията приемане на нови задължения, за които не се споменава в Съглашението за международна енергийна програма, се приемат единогласно. В останалите случаи действа принципът на повечето гласове или „особено мнозинство“. Мнозинство се смята набирането на 60 % от „комбинираните“ гласове (съвкупността от „базовите гласове“ и „гласовете за нефтопотребление“ и 50 % от „базовите гласове“. „Базови гласове“ – са 3 гласа на делегация от една страна-членка на МАЕ. Гласовете „за нефтопотребление“ според нефтопотреблението на големите страни. По този начин, САЩ получава най-много гласове като най-крупен потребител на горива в света. В МАЕ също има процедура за приемане на решения „с особено мнозинство“. Това става при въпроси свързани с определени точки и параграфи от Съглашението за международна енергийна програма.
Висш орган на МАЕ е срещата на министрите в съвета на управляващите. В МАЕ има също длъжност на изпълнителен директор, действат ред постоянни групи и специални комитети.
В съответствие със Съглашението за международна енергийна програма, всяка страна членка на МАЕ е задължена да има запаси от нефт, съответстващ на не по-малко от 90 дни на чистия внос, да ограничава потреблението и да дели нефта с другите страни-членки на МАЕ. Системата за преразрледеление на нефта влиза в действие, когато недостатъкът от нефт в една или няколко страни-членки превиши 7 % от обичайното потребление. Освен това се предвижда съкращение на потреблението на нефт от страните-членки на МАЕ и използоване на рационално планиране. Тази система премина успешно изпитание во време на войната в Персийския залив, инициирана от Ирак срещу Кувейт.
Особено значение МАЕ придава също на диверсификацията на източниците на енергия и повишаването на енергийната ефективност в рамките на Програмата за дългосрочно сътрудничество, приета през 1976 г.
МАЕ също така активно участва в подготовката и провеждането на срещи в рамките на „Голямата осморка“ и други мероприятия, на които се обсъждат въпросите на глобалната енергийна безопасност.